# Wittenberg (Wisconsin)
Pour les articles homonymes, voir Wittenberg.
Wittenberg est un village du comté de Shawano, dans l'État du Wisconsin, aux États-Unis. En 2020, il comptait une population de 1 015 habitants.